# Andreas Margara

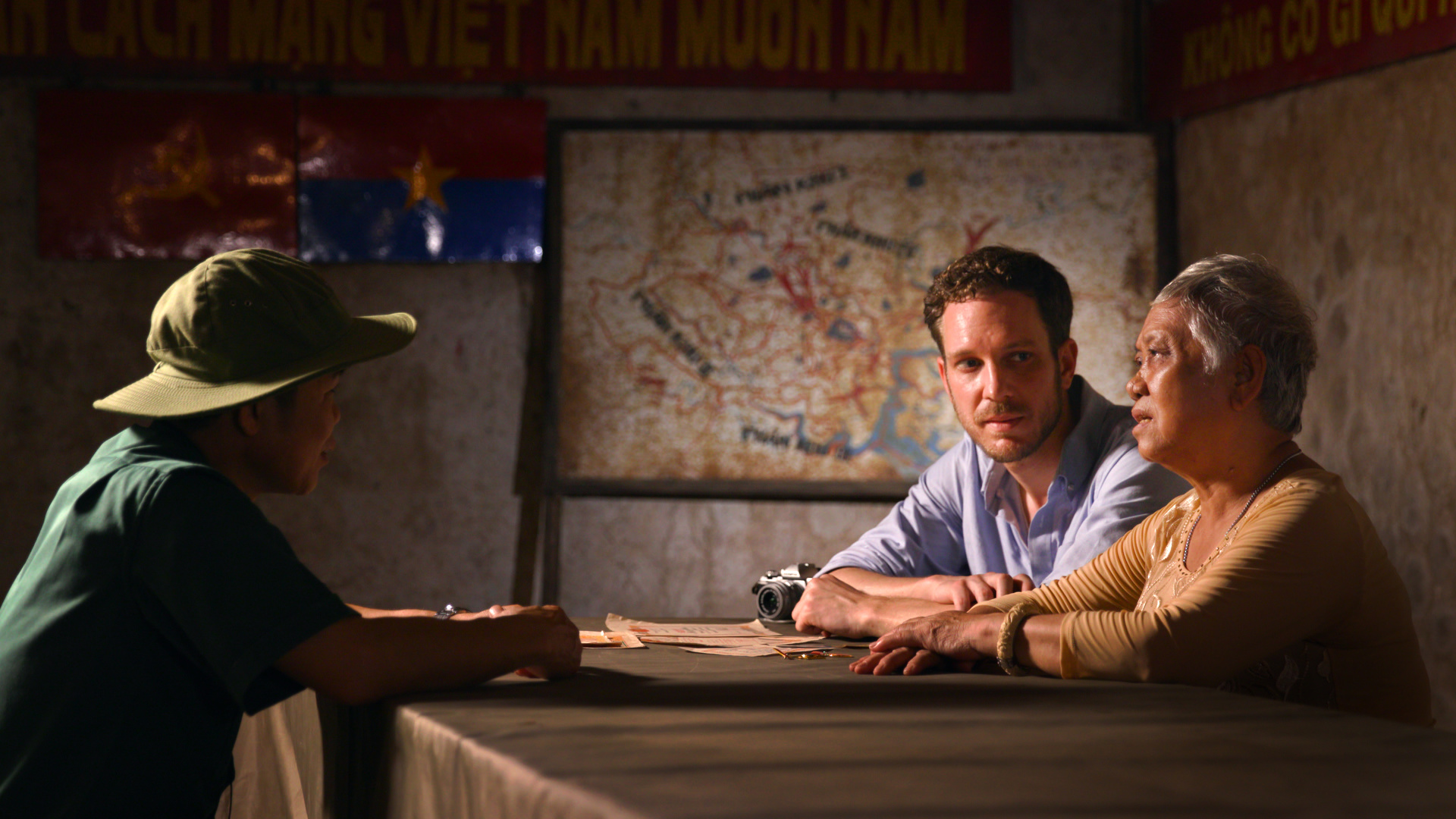
Andreas Margara trifft in den Tunneln von Củ Chi eine Zeitzeugin des Vietnamkrieges

Andreas Margara (* 1983 in Heidelberg) ist ein deutscher Historiker und Journalist.

## Leben
Nach dem Abitur studierte Margara Geschichte, Politik und Amerikanistik an den Universitäten in Mannheim und Heidelberg. Während des Studiums hospitierte er bei Guido Knopp in der Redaktion ZDF-History und war als Stipendiat des DAAD am Goethe-Institut in Hanoi tätig. 2012 veröffentlichte er die Monografie Der Amerikanische Krieg – Erinnerungskultur in Vietnam, in der er sich mit der Aufarbeitung des Vietnamkriegs aus vietnamesischer Perspektive befasst.
2022 wurde er bei Marc Frey in München über die deutsch-vietnamesischen Beziehungen promoviert. Die Dissertation diente als Grundlage für sein Buch Geteiltes Land, geteiltes Leid, das 2024 als Sonderedition in die Schriftenreihe der Bundeszentrale für politische Bildung aufgenommen wurde. Margara ist im Vorstand der Deutsch-Vietnamesischen Gesellschaft (DVG).
Als Journalist mit Fokus auf den Fernen Osten, berichtete Margara aus Südostasien unter anderem für Spiegel Online, Die Tageszeitung und im Auftrag des Goethe-Instituts Jakarta. Für die deutsche Ausgabe des National Geographic war er wissenschaftlicher Berater. 2019 unternahm er als Historiker für das ZDF-Format Terra X eine Film-Expedition, die nach Hanoi, Ho-Chi-Minh-Stadt und in die Tunnel von Củ Chi führte. Die Sendung Abenteuer Vietnam wurde 2020 im ZDF und auf Arte ausgestrahlt.
Margara lehrt als freier Dozent zur Geschichte des Hip-Hop an der Popakademie Baden-Württemberg in Mannheim. Zusammen mit Frederik „Torch“ Hahn hat er 2018 an der Popakademie das erste deutsche Hip-Hop Symposium organisiert. In Heidelberg berät er die Stadt als wissenschaftlicher Mitarbeiter beim Aufbau eines Hip-Hop-Archivs. Seit 2022 leitet er das Marketing der Universität Mannheim.

## Werke (Auswahl)
Bücher
- Geteiltes Land, geteiltes Leid. Geschichte der deutsch-vietnamesischen Beziehungen von 1945 bis zur Gegenwart, Berlin 2022, ISBN 978-3-947729-62-3
- Der Amerikanische Krieg: Erinnerungskultur in Vietnam (Monografie), Berlin 2012, ISBN 3-940132-48-9

Beiträge
- Auferstanden aus Ruinen?. In: südostasien – Zeitschrift für Politik, Kultur, Dialog, Ausgabe 01/2025, Köln 2025, ISSN 1434-7067
- „Sag mir, welcher Pfad zur Geschichte führt“ – Historisierung und Archivierung von Hip-Hop in Deutschland am Beispiel des Heidelberger Hip-Hop Archivs. In: Wilke, Thomas u. Rappe, Michael [Hrsg.], HipHop im 21. Jahrhundert. Medialität, Tradierung, Gesellschaftskritik und Bildungsaspekte einer (Jugend-)Kultur, Springer Nature, Wiesbaden 2022, ISBN 978-3-658-36515-8, S. 129–147
- Graffiti in Indonesia: Colors bloom in the concrete jungle. In: Pacific Geographies #53, Hamburg 2020, ISSN 2196-1468
- Eat, Spray, Love: So verändern junge Frauen gerade die Graffiti-Szene Indonesiens. ze.tt, 25. Juni 2018
- „Ich zerstöre meinen Feind“ – Die Evolution von Battle-Rap in Deutschland. In: Sprachreport Heft 4/2018. Herausgegeben vom Leibniz-Institut für Deutsche Sprache Mannheim, 26. November 2018
- Vietnam reloaded: Tourismus auf den Spuren des Krieges. In: Geographische Rundschau, Westermann Verlag, Februar 2016
- Saigon und die Spuren des Krieges. In: Waibel, Michael [Hrsg.], Ho Chi Minh Mega-city (Schriftenreihe Pazifik Forum der Arbeitsgemeinschaft für Pazifische Studien, Band 14), Berlin 2013, ISBN 978-3-940132-55-0, S. 13–44
- Das Khmer-Rouge-Tribunal und die Aufarbeitung des Völkermords in Kambodscha. GIGA – Leibniz-Institut für Globale und Regionale Studien, Heidelberg 2009